# Sichere Netzübergreifende Sprachkommunikation
Die Sichere Netzübergreifende Sprachkommunikation (SNS) beschreibt einen vom deutschen Bundesamt für Sicherheit in der Informationstechnik entwickelten Standard, um die Verschlüsselung mobiler Kommunikation (vornehmlich Telefonie und SMS) produktunabhängig zu ermöglichen.
Hardwarehersteller können den offenen Standard nutzen, um über Verschlüsselungskomponenten in den Endgeräten sichere Kommunikationswege zu schaffen.
Seit dem Jahr 2011 enthält der Standard auch Vorgaben für die Verschlüsselung bei IP-Telefonie-Verbindungen.